# Tony Sarg
Tony Sarg, né à Cobán au Guatemala le 21 avril 1880 et mort à New York le 7 mars 1942, est un marionettiste, illustrateur, scénariste, producteur de cinéma et réalisateur américain.

## Filmographie partielle

### Comme réalisateur
- 1921 : The First Circus (en)
- 1922 : The Original Movie

### Comme scénariste
- 1921 : The First Circus (en)
- 1921 : Why They Love Cavemen!

### Comme producteur
- 1921 : The First Circus (en)
- 1921 : Why They Love Cavemen!